# Bangladesz na Letnich Igrzyskach Olimpijskich 2020
Bangladesz na Letnich Igrzyskach Olimpijskich 2020 reprezentowało 6 zawodników – 4 mężczyzn i 2 kobiety.
Był to dziesiąty start reprezentacji Bangladeszu na letnich igrzyskach olimpijskich.

## Reprezentanci

### Lekkoatletyka
Mężczyźni
| Konkurencja | Zawodnik              | Eliminacje | Eliminacje | Półfinał | Półfinał | Finał | Finał   |
| Konkurencja | Zawodnik              | Wynik      | Miejsce    | Wynik    | Miejsce  | Wynik | Miejsce |
| ----------- | --------------------- | ---------- | ---------- | -------- | -------- | ----- | ------- |
| 400 m       | Mohammad Jahir Rayhan | 48,29      | 8.         | NQ       | NQ       | NQ    | NQ      |

### Łucznictwo
Mężczyźni
| Konkurencja   | Zawodnik    | Runda rankingowa | Runda rankingowa | 1/32             | 1/16             | 1/8              | Ćwierćfinały     | Półfinały        | Finał/BM         | Finał/BM |
| Konkurencja   | Zawodnik    | Wynik            | Rozstawienie     | Przeciwnik Wynik | Przeciwnik Wynik | Przeciwnik Wynik | Przeciwnik Wynik | Przeciwnik Wynik | Przeciwnik Wynik | Pozycja  |
| ------------- | ----------- | ---------------- | ---------------- | ---------------- | ---------------- | ---------------- | ---------------- | ---------------- | ---------------- | -------- |
| indywidualnie | Ruman Shana | 662              | 17.              | Hall W 7-3       | Duenas P 4-6     | NQ               | NQ               | NQ               | NQ               | NQ       |

Kobiety
| Konkurencja   | Zawodniczka   | Runda rankingowa | Runda rankingowa | 1/32                | 1/16                | 1/8                 | Ćwierćfinały        | Półfinały           | Finał/BM            | Finał/BM |
| Konkurencja   | Zawodniczka   | Wynik            | Rozstawienie     | Przeciwniczka Wynik | Przeciwniczka Wynik | Przeciwniczka Wynik | Przeciwniczka Wynik | Przeciwniczka Wynik | Przeciwniczka Wynik | Pozycja  |
| ------------- | ------------- | ---------------- | ---------------- | ------------------- | ------------------- | ------------------- | ------------------- | ------------------- | ------------------- | -------- |
| indywidualnie | Diya Siddique | 635              | 36.              | Dziominska P 5-6    | NQ                  | NQ                  | NQ                  | NQ                  | NQ                  | NQ       |

Mieszane
| Konkurencja | Zawodnik                  | 1/8                       | Ćwierćfinały      | Półfinały         | Finał/BM          | Finał/BM |
| Konkurencja | Zawodnik                  | Przeciwnicy Wynik         | Przeciwnicy Wynik | Przeciwnicy Wynik | Przeciwnicy Wynik | Pozycja  |
| ----------- | ------------------------- | ------------------------- | ----------------- | ----------------- | ----------------- | -------- |
| mikst       | Ruman Shana Diya Siddique | An San, Kim Je-deok P 0-6 | NQ                | NQ                | NQ                | NQ       |

### Pływanie
Mężczyźni
| Konkurencja          | Zawodnik     | Eliminacje | Eliminacje | Półfinał | Półfinał | Finał | Finał   |
| Konkurencja          | Zawodnik     | Wynik      | Miejsce    | Wynik    | Miejsce  | Wynik | Miejsce |
| -------------------- | ------------ | ---------- | ---------- | -------- | -------- | ----- | ------- |
| 50 m stylem dowolnym | Ariful Islam | 24,81      | 3.         | NQ       | NQ       | NQ    | NQ      |

Kobiety
| Konkurencja          | Zawodniczka   | Eliminacje | Eliminacje | Półfinał | Półfinał | Finał | Finał   |
| Konkurencja          | Zawodniczka   | Wynik      | Miejsce    | Wynik    | Miejsce  | Wynik | Miejsce |
| -------------------- | ------------- | ---------- | ---------- | -------- | -------- | ----- | ------- |
| 50 m stylem dowolnym | Junayna Ahmed | 29,78      | 5.         | NQ       | NQ       | NQ    | NQ      |

### Strzelectwo
Mężczyźni
| Konkurencja               | Zawodnik          | Kwalifikacje | Kwalifikacje | Finał | Finał   |
| Konkurencja               | Zawodnik          | Wynik        | Pozycja      | Wynik | Pozycja |
| ------------------------- | ----------------- | ------------ | ------------ | ----- | ------- |
| karabin pneumatyczny 10 m | Abdullah Hel Baki | 619,8        | 41.          | NQ    | NQ      |